# Singida
Singida je grad u središnjoj Tanzaniji, sjedište istoimene regije. Nalazi se 200-ak km sjeverozapadno od glavnog grada, Dodome.
Godine 2002. Singida je imala 57.904 stanovnika.